# Rally d'Australia 2002
Il Rally d'Australia 2002, ufficialmente denominato 15th Telstra Rally Australia, è stata la tredicesima tappa del campionato del mondo rally 2002 nonché la quindicesima edizione del Rally d'Australia e la tredicesima con valenza mondiale. La manifestazione si è svolta dal 31 ottobre al 3 novembre sulle strade sterrate che attraversano le zone costiere dell'Australia Occidentale attorno alla città di Perth, che fu la sede principale del rally, con due nuovi parchi assistenza allestiti per i concorrenti: a Harvey, 140 km a sud di Perth, per la prima giornata, e a Chidlow (45 km a est della sede) per la seconda; la terza frazione si svolse come nella precedente edizione nell'area all'interno del complesso forestale di Sotico.
L'evento è stato vinto dal finlandese Marcus Grönholm, navigato dal connazionale Timo Rautiainen, al volante di una Peugeot 206 WRC (2002) della squadra Peugeot Total, davanti alla coppia formata dai connazionali nonché compagni di squadra Harri Rovanperä e Voitto Silander, e all'equipaggio composto dal norvegese Petter Solberg e dal britannico Phil Mills, su una Subaru Impreza WRC2002 del team 555 Subaru WRT.
Entrambi i titoli mondiali, piloti e costruttori, vennero assegnati già nell'appuntamento precedente in Nuova Zelanda, conquistati con due gare di anticipo dallo stesso Grönholm e dalla squadra Peugeot.
In Australia si disputava anche l'ottava e ultima tappa del campionato PWRC, che ha visto vincere l'equipaggio costituito dal giapponese Toshihiro Arai e dal neozelandese Tony Sircombe su una Subaru Impreza WRX della scuderia Spike Subaru Team, i quali sono giunti inoltre al 14º posto nella graduatoria generale. Il titolo mondiale di categoria andò invece al malese Karamjit Singh, classificatosi terzo nella graduatoria di classe nell'appuntamento finale australiano al volante della sua Proton Pert della squadra Petronas EON Racing Team.

## Dati della prova
| Denominazione ufficiale             | Telstra Rally Australia |
| Edizione N°                         | 15 |
| Tappa N°                            | 13 di 14 |
| Data manifestazione                 | da giovedì 31/10/2002 a domenica 03/11/2002 |
| Sede ospitante                      | Perth (Australia Occidentale) |
| Sedi del parco assistenza           | Prima frazione: Langley Park, Perth (Australia Occidentale); Dwellingup (contea di Murray, Peel, Australia Occidentale). Seconda frazione: Chidlow (contea di Mundaring, Perth, Australia Occidentale); Langley Park, Perth. Terza frazione: Complesso di Sotico (contea di Boddington, Peel, Australia Occidentale). |
| Superficie                          | Terra |
| Iscritti                            | 75 |
| Partiti                             | 69 |
| Arrivati                            | 37 (53,6%) |
| Prove speciali                      | 24 |
| Prova più breve                     | 2,20 km (PS1, PS9 e PS20: Langley Park Super) |
| Prova più lunga                     | 38,93 km (PS6: Stirling East) |
| Prova più lenta                     | velocità media di 89,29 km/h (PS19: Atkins) |
| Prova più veloce                    | velocità media di 125,28 km/h (PS13: York Railway) |
| Lunghezza prove speciali            | 388,64 km (24,7% della distanza totale) |
| Lunghezza complessiva trasferimenti | 1183,34 km |
| Distanza totale                     | 1571,98 km |

## Itinerario
| Frazione 1 | 31 ott | PS1    | 18:42  | Langley Park Super 1                               | 2,20 km  | 135,68 km |  |  |
| Frazione 1 | 31 ott |        | 18:50  | Assistenza – Langley Park, Perth (20 min)          | –        | 135,68 km |  |  |
| Frazione 1 | 1º nov |        | 08:20  | Assistenza – Dwellingup (20 min)                   | –        | 135,68 km |  |  |
| Frazione 1 | 1º nov | PS2    | 09:43  | Harvey Weir                                        | 6,97 km  | 135,68 km |  |  |
| Frazione 1 | 1º nov | PS3    | 10:06  | Stirling West                                      | 15,89 km | 135,68 km |  |  |
| Frazione 1 | 1º nov | PS4    | 11:01  | Murray River 1                                     | 20,44 km | 135,68 km |  |  |
| Frazione 1 | 1º nov |        | 11:25  | Assistenza – Dwellingup (20 min)                   | –        | 135,68 km |  |  |
| Frazione 1 | 1º nov | PS5    | 13:00  | Brunswick                                          | 16,63 km | 135,68 km |  |  |
| Frazione 1 | 1º nov | PS6    | 13:34  | Stirling East                                      | 38,93 km | 135,68 km |  |  |
| Frazione 1 | 1º nov |        | 15:14  | Assistenza – Dwellingup (20 min)                   | –        | 135,68 km |  |  |
| Frazione 1 | 1º nov | PS7    | 15:53  | Murray Pines South                                 | 11,98 km | 135,68 km |  |  |
| Frazione 1 | 1º nov | PS8    | 16:12  | Murray River 2                                     | 20,44 km | 135,68 km |  |  |
| Frazione 1 | 1º nov | PS9    | 19:29  | Langley Park Super 2                               | 2,20 km  | 135,68 km |  |  |
| Frazione 1 | 1º nov |        | 19:36  | Assistenza – Langley Park, Perth (45 min)          | –        | 135,68 km |  |  |
|            |        |        |        |                                                    |          |           |  |  |
| Frazione 2 | 2 nov  |        | 07:56  | Assistenza – Chidlow (20 min)                      | –        | 147,27 km |  |  |
| Frazione 2 | 2 nov  | PS10   | 08:41  | Kevs                                               | 9,56 km  | 147,27 km |  |  |
| Frazione 2 | 2 nov  | PS11   | 09:20  | Beraking                                           | 26,46 km | 147,27 km |  |  |
| Frazione 2 | 2 nov  | PS12   | 10:11  | Helena South 1                                     | 18,43 km | 147,27 km |  |  |
| Frazione 2 | 2 nov  |        | 11:20  | Assistenza – Chidlow (20 min)                      | –        | 147,27 km |  |  |
| Frazione 2 | 2 nov  | PS13   | 12:29  | York Railway                                       | 5,30 km  | 147,27 km |  |  |
| Frazione 2 | 2 nov  | PS14   | 13:03  | Muresk 1                                           | 6,81 km  | 147,27 km |  |  |
| Frazione 2 | 2 nov  | PS15   | 13:14  | Muresk 2                                           | 6,81 km  | 147,27 km |  |  |
| Frazione 2 | 2 nov  | PS16   | 14:41  | Flynns Short                                       | 19,98 km | 147,27 km |  |  |
| Frazione 2 | 2 nov  |        | 15:09  | Assistenza – Chidlow (20 min)                      | –        | 147,27 km |  |  |
| Frazione 2 | 2 nov  | PS17   | 16:05  | Helena North                                       | 28,87 km | 147,27 km |  |  |
| Frazione 2 | 2 nov  | PS18   | 16:38  | Helena South 2                                     | 18,43 km | 147,27 km |  |  |
| Frazione 2 | 2 nov  | PS19   | 17:03  | Atkins                                             | 4,42 km  | 147,27 km |  |  |
| Frazione 2 | 2 nov  | PS20   | 19:49  | Langley Park Super 3                               | 2,20 km  | 147,27 km |  |  |
| Frazione 2 | 2 nov  |        | 19:56  | Assistenza – Langley Park, Perth (45 min)          | –        | 147,27 km |  |  |
|            |        |        |        |                                                    |          |           |  |  |
| Frazione 3 | 3 nov  |        | 08:30  | Assistenza – Sotico, Contea di Boddington (20 min) | –        | 105,69 km |  |  |
| Frazione 3 | 3 nov  | PS21   | 09:00  | Bannister Central                                  | 5,63 km  | 105,69 km |  |  |
| Frazione 3 | 3 nov  | PS22   | 09:18  | Bannister South                                    | 28,65 km | 105,69 km |  |  |
| Frazione 3 | 3 nov  |        | 10:49  | Assistenza – Sotico, Contea di Boddington (20 min) | –        | 105,69 km |  |  |
| Frazione 3 | 3 nov  | PS23   | 11:32  | Bannister West                                     | 34,57 km | 105,69 km |  |  |
| Frazione 3 | 3 nov  |        | 12:05  | Assistenza – Sotico, Contea di Boddington (20 min) | –        | 105,69 km |  |  |
| Frazione 3 | 3 nov  | PS24   | 12:40  | Bannister North                                    | 36,84 km | 105,69 km |  |  |
| Frazione 3 | 3 nov  |        | 13:14  | Assistenza – Sotico, Contea di Boddington (20 min) | –        | 105,69 km |  |  |
| Totale     | Totale | Totale | Totale | Totale                                             | Totale   | 388,64 km |  |  |

## Risultati

### Classifica
| Pos.                   | Nº       | Pilota            | Co-pilota         | Auto                      | Squadra                      | Classe    | Tempo     | Distacco | Punti    |
| Generale               | Generale | Generale          | Generale          | Generale                  | Generale                     | Generale  | Generale  | Generale | Generale |
| ---------------------- | -------- | ----------------- | ----------------- | ------------------------- | ---------------------------- | --------- | --------- | -------- | -------- |
| 1.                     | 2        | Marcus Grönholm   | Timo Rautiainen   | Peugeot 206 WRC (2002)    | Peugeot Total                | WRC       | 3h35'56"5 | –        | 10       |
| 2.                     | 3        | Harri Rovanperä   | Voitto Silander   | Peugeot 206 WRC (2002)    | Peugeot Total                | WRC       | 3h36'53"8 | +57"3    | 6        |
| 3.                     | 11       | Petter Solberg    | Phil Mills        | Subaru Impreza WRC2002    | 555 Subaru WRT               | WRC       | 3h37'25"2 | +1'28"7  | 4        |
| 4.                     | 4        | Carlos Sainz      | Luis Moya         | Ford Focus RS WRC 02      | Ford Rallye Sport            | WRC       | 3h39'05"5 | +3'09"0  | 3        |
| 5.                     | 6        | Markko Märtin     | Michael Park      | Ford Focus RS WRC 02      | Ford Rallye Sport            | WRC       | 3h42'18"0 | +6'21"5  | 2        |
| 6.                     | 15       | Toni Gardemeister | Paavo Lukander    | Škoda Octavia WRC Evo3    | Škoda Motorsport             | WRC       | 3h43'08"1 | +7'11"6  | 1        |
| 7.                     | 25       | Sébastien Loeb    | Daniel Elena      | Citroën Xsara WRC         | Piedrafita Sport             | WRC       | 3h45'02"6 | +9'06"1  | -        |
| 8.                     | 14       | Kenneth Eriksson  | Christina Thörner | Škoda Octavia WRC Evo3    | Škoda Motorsport             | WRC       | 3h48'42"9 | +12'46"4 | -        |
| 9.                     | 9        | Jani Paasonen     | Arto Kapanen      | Mitsubishi Lancer WRC2    | Marlboro Mitsubishi Ralliart | WRC       | 3h49'22"0 | +13'25"5 | -        |
| 10.                    | 101      | Manfred Stohl     | Ilka Minor        | Mitsubishi Lancer Evo VI  | Top Run                      | N4        | 3h55'17"2 | +19'20"7 | -        |
| Campionato piloti PWRC |          |                   |                   |                           |                              |           |           |          |          |
| 1. (14.)               | 57       | Toshihiro Arai    | Tony Sircombe     | Subaru Impreza            | Spike Subaru Team            | N4 / PWRC | 3h58'09"5 | –        | 10       |
| 2. (17.)               | 53       | Alessandro Fiorio | Enrico Cantoni    | Mitsubishi Lancer Evo VII | Ralliart Italia              | N4 / PWRC | 3h59'57"2 | +1'43"2  | 6        |
| 3. (18.)               | 74       | Karamjit Singh    | Allen Oh          | Proton Pert               | Petronas EON Racing Team     | N4 / PWRC | 4h00'06"4 | +1'56"9  | 4        |
| 4. (20.)               | 54       | Ramón Ferreyros   | Jorge del Buono   | Mitsubishi Lancer Evo VII | Mauro Rally Tuning           | N4 / PWRC | 4h00'23"9 | +2'14"4  | 3        |
| 5. (21.)               | 73       | Martin Rowe       | Chris Wood        | Mitsubishi Lancer Evo VII | -                            | N4 / PWRC | 4h01'45"1 | +3'35"6  | 2        |
| 6. (23.)               | 69       | Bernt Kollevold   | Ola Fløene        | Mitsubishi Lancer Evo VII |                              | N4 / PWRC | 4h11'10"0 | +13'00"5 | 1        |

| Principali ritiri | Principali ritiri | Principali ritiri | Principali ritiri | Principali ritiri      | Principali ritiri            | Principali ritiri | Principali ritiri            | Principali ritiri |
| PS                | Nº                | Pilota            | Co-pilota         | Auto                   | Squadra                      | Classe            | Causa                        | Pos.              |
| ----------------- | ----------------- | ----------------- | ----------------- | ---------------------- | ---------------------------- | ----------------- | ---------------------------- | ----------------- |
| PS 6              | 11                | Freddy Loix       | Sven Smeets       | Hyundai Accent WRC3    | Hyundai Castrol WRT          | WRC               | Incidente                    | 7º                |
| PS 7              | 1                 | Richard Burns     | Robert Reid       | Peugeot 206 WRC (2002) | Peugeot Total                | WRC               | Frizione                     | 2º                |
| PS 7              | 7                 | François Delecour | Daniel Grataloup  | Mitsubishi Lancer WRC2 | Marlboro Mitsubishi Ralliart | WRC               | Incidente                    | 15º               |
| PS 8              | 17                | Armin Schwarz     | Manfred Hiemer    | Hyundai Accent WRC3    | Hyundai Castrol WRT          | WRC               | Motore                       | 11º               |
| PS 15             | 5                 | Colin McRae       | Derek Ringer      | Ford Focus RS WRC 02   | Ford Rallye Sport            | WRC               | Sospensione                  | 6º                |
| PS 23             | 24                | François Duval    | Jean-Marc Fortin  | Ford Focus RS WRC 02   | Ford Rallye Sport            | WRC               | Incidente                    | 6º                |
| PS 24             | 10                | Tommi Mäkinen     | Kaj Lindström     | Subaru Impreza WRC2002 | 555 Subaru WRT               | WRC               | Escluso (vettura sotto peso) | 4º                |
| PS 24             | 19                | Juha Kankkunen    | Juha Repo         | Hyundai Accent WRC3    | Hyundai Castrol WRT          | WRC               | Motore                       | 9º                |

Legenda
| Icona | Classe                                                                                  |
| ----- | --------------------------------------------------------------------------------------- |
| WRC   | Equipaggio di classe A8 che può conquistare punti per il campionato costruttori WRC     |
| WRC   | Equipaggio di classe A8 che non può conquistare punti per il campionato costruttori WRC |
| PWRC  | Equipaggio registrato al campionato PWRC                                                |
| JWRC  | Equipaggio registrato al campionato Junior WRC                                          |
|       | Ulteriori classificazioni                                                               |

### Prove speciali
| Frazione   | Data   | Prova | Ora   | Nome                 | Lunghezza | Vincitori                                                 | Tempo   | Velocità media | Leader del rally                |
| ---------- | ------ | ----- | ----- | -------------------- | --------- | --------------------------------------------------------- | ------- | -------------- | ------------------------------- |
| Frazione 1 | 31 ott | PS1   | 18:42 | Langley Park Super 1 | 2,20 km   | Petter Solberg Phil Mills                                 | 1'28"7  | 89,29 km/h     | Petter Solberg Phil Mills       |
| Frazione 1 | 1º nov | PS2   | 09:43 | Harvey Weir          | 6,97 km   | Freddy Loix Sven Smeets                                   | 4'00"7  | 104,25 km/h    | Petter Solberg Phil Mills       |
| Frazione 1 | 1º nov | PS3   | 10:06 | Stirling West        | 15,89 km  | Marcus Grönholm Timo Rautiainen                           | 9'19"9  | 102,17 km/h    | Marcus Grönholm Timo Rautiainen |
| Frazione 1 | 1º nov | PS4   | 11:01 | Murray River 1       | 20,44 km  | Marcus Grönholm Timo Rautiainen                           | 12'15"0 | 100,11 km/h    | Marcus Grönholm Timo Rautiainen |
| Frazione 1 | 1º nov | PS5   | 13:00 | Brunswick            | 16,63 km  | Marcus Grönholm Timo Rautiainen                           | 9'08"7  | 109,11 km/h    | Marcus Grönholm Timo Rautiainen |
| Frazione 1 | 1º nov | PS6   | 13:34 | Stirling East        | 38,93 km  | Marcus Grönholm Timo Rautiainen                           | 22'44"9 | 102,682 km/h   | Marcus Grönholm Timo Rautiainen |
| Frazione 1 | 1º nov | PS7   | 15:53 | Murray Pines South   | 11,98 km  | Marcus Grönholm Timo Rautiainen                           | 6'29"5  | 110,73 km/h    | Marcus Grönholm Timo Rautiainen |
| Frazione 1 | 1º nov | PS8   | 16:12 | Murray River 2       | 20,44 km  | Marcus Grönholm Timo Rautiainen                           | 11'47"8 | 103,96 km/h    | Marcus Grönholm Timo Rautiainen |
| Frazione 1 | 1º nov | PS9   | 19:29 | Langley Park Super 2 | 2,20 km   | Harri Rovanperä Voitto Silander                           | 1'28"3  | 89,69 km/h     | Marcus Grönholm Timo Rautiainen |
|            |        |       |       |                      |           |                                                           |         |                | Marcus Grönholm Timo Rautiainen |
| Frazione 2 | 2 nov  | PS10  | 08:41 | Kevs                 | 9,56 km   | Petter Solberg Phil Mills                                 | 5'51"8  | 97,83 km/h     | Marcus Grönholm Timo Rautiainen |
| Frazione 2 | 2 nov  | PS11  | 09:20 | Beraking             | 26,46 km  | Harri Rovanperä Voitto Silander                           | 14'23"3 | 110,34 km/h    | Marcus Grönholm Timo Rautiainen |
| Frazione 2 | 2 nov  | PS12  | 10:11 | Helena South 1       | 18,43 km  | Harri Rovanperä Voitto Silander                           | 9'28"9  | 116,63 km/h    | Marcus Grönholm Timo Rautiainen |
| Frazione 2 | 2 nov  | PS13  | 12:29 | York Railway         | 5,30 km   | Harri Rovanperä Voitto Silander e Colin McRae Nicky Grist | 2'32"3  | 125,28 km/h    | Marcus Grönholm Timo Rautiainen |
| Frazione 2 | 2 nov  | PS14  | 13:03 | Muresk 1             | 6,81 km   | Tommi Mäkinen Kaj Lindström                               | 3'24"9  | 119,65 km/h    | Marcus Grönholm Timo Rautiainen |
| Frazione 2 | 2 nov  | PS15  | 13:14 | Muresk 2             | 6,81 km   | Harri Rovanperä Voitto Silander e Carlos Sainz Luis Moya  | 3'24"0  | 120,18 km/h    | Marcus Grönholm Timo Rautiainen |
| Frazione 2 | 2 nov  | PS16  | 14:41 | Flynns Short         | 19,98 km  | Marcus Grönholm Timo Rautiainen                           | 11'33"8 | 103,67 km/h    | Marcus Grönholm Timo Rautiainen |
| Frazione 2 | 2 nov  | PS17  | 16:05 | Helena North         | 28,87 km  | Marcus Grönholm Timo Rautiainen                           | 16'20"7 | 105,98 km/h    | Marcus Grönholm Timo Rautiainen |
| Frazione 2 | 2 nov  | PS18  | 16:38 | Helena South 2       | 18,43 km  | Marcus Grönholm Timo Rautiainen                           | 9'20"7  | 118,33 km/h    | Marcus Grönholm Timo Rautiainen |
| Frazione 2 | 2 nov  | PS19  | 17:03 | Atkins               | 4,42 km   | Marcus Grönholm Timo Rautiainen                           | 2'58"2  | 89,29 km/h     | Marcus Grönholm Timo Rautiainen |
| Frazione 2 | 2 nov  | PS20  | 19:49 | Langley Park Super 3 | 2,20 km   | Petter Solberg Phil Mills                                 | 1'27"6  | 90,41 km/h     | Marcus Grönholm Timo Rautiainen |
|            |        |       |       |                      |           |                                                           |         |                | Marcus Grönholm Timo Rautiainen |
| Frazione 3 | 3 nov  | PS21  | 09:00 | Bannister Central    | 5,63 km   | Harri Rovanperä Voitto Silander                           | 3'22"4  | 100,14 km/h    | Marcus Grönholm Timo Rautiainen |
| Frazione 3 | 3 nov  | PS22  | 09:18 | Bannister South      | 28,65 km  | Harri Rovanperä Voitto Silander                           | 16'07"3 | 106,63 km/h    | Marcus Grönholm Timo Rautiainen |
| Frazione 3 | 3 nov  | PS23  | 11:32 | Bannister West       | 34,57 km  | Harri Rovanperä Voitto Silander                           | 17'09"2 | 120,92 km/h    | Marcus Grönholm Timo Rautiainen |
| Frazione 3 | 3 nov  | PS24  | 12:40 | Bannister North      | 36,84 km  | Marcus Grönholm Timo Rautiainen                           | 19'15"7 | 114,36 km/h    | Marcus Grönholm Timo Rautiainen |

## Classifiche mondiali
Classifica piloti
| Pos. | Pos. | Pilota            | Punti |
| ---- | ---- | ----------------- | ----- |
| 1    |      | Marcus Grönholm   | 77    |
| 2    |      | Richard Burns     | 34    |
| 3    |      | Colin McRae       | 33    |
| 4    | 1    | Carlos Sainz      | 32    |
| 5    | 1    | Gilles Panizzi    | 31    |
| 6    |      | Harri Rovanperä   | 30    |
| 7    |      | Petter Solberg    | 27    |
| 8    |      | Tommi Mäkinen     | 19    |
| 9    |      | Sébastien Loeb    | 18    |
| 10   |      | Markko Märtin     | 14    |
| 11   |      | Philippe Bugalski | 7     |
| 12   |      | Thomas Rådström   | 4     |
| 13   | 2    | Toni Gardemeister | 3     |
| 14   | 1    | Juha Kankkunen    | 2     |
| 15   | 1    | Alister McRae     | 2     |
| 16   |      | Bruno Thiry       | 2     |
| 17   | 1    | Kenneth Eriksson  | 1     |
| 18   | 1    | Freddy Loix       | 1     |
| 19   |      | Jesús Puras       | 1     |

Classifica costruttori WRC
| Pos. | Pos. | Squadra                      | Punti |
| ---- | ---- | ---------------------------- | ----- |
| 1    |      | Peugeot Total                | 163   |
| 2    |      | Ford Rallye Sport            | 94    |
| 3    |      | 555 Subaru WRT               | 54    |
| 4    | 2    | Škoda Motorsport             | 9     |
| 5    |      | Marlboro Mitsubishi Ralliart | 9     |
| 6    | 2    | Hyundai Castrol WRT          | 9     |